# Little Cheverell
Little Cheverell lub Cheverell Parva – wieś i civil parish w Anglii, w hrabstwie Wiltshire. Leży 28 km na północny zachód od miasta Salisbury i 134 km na zachód od Londynu. W 2011 roku civil parish liczyła 144 mieszkańców.